# Heterocapsa
Heterocapsa ist eine Gattung von Dinoflagellaten in der Familie Heterocapsaceae (früher zu Pteridinidae).
Die Erstbeschreibung der Gattung stammt von F. Stein aus dem Jahr 1883.
Heterocapsa ist Bestandteil des Meeresplanktons.
Die Gattung ist kosmopolitisch (weltweit verbreitet), hauptsächlich in Küstengewässern.

## Beschreibung
Die Dinoflagellaten der Gattung Heterocapsa sind mit 20–40 µm vergleichsweise mittelgroß.
Die Einzeller sind biflagellat (doppelt begeißelt) und thecat (d. h. sie haben eine feste Hülle). Ihre Form ist unregelmäßig spindelförmig oder eiförmig mit einem mittelgroßen und runden Cingulum (Querfurche, auch „Gürtel“ genannt); der Sulcus (Längsfurche) ist auf das Hypokon beschränkt.
Das genaue Muster der Thecaplatten ist schwer zu bestimmen und umstritten.
Die von Balech (1988) veröffentlichte Formel lautet: Po, 4’, 2a, 7”, 6C, 5‴, 2⁗ und 4S. Eine neuere Analyse bei H. minima findet sich bei Lee et al. (2019).
Wie bei der Gattung Cachonina (in der Schwesterfamilie Peridiniaceae) befinden sich die Körperschuppen in einer einzigen Schicht auf der Zelloberfläche außerhalb der Thecalplatten.
Die Individuen besitzen außer einem eiförmigen Zellkern ggf. zahlreiche Chloroplasten, oder auch nur einen einzigen.

## Vermehrung
Die Zellteilung findet im Geißelstadium statt, wobei sich die Tochterzellen die Theca der Mutterzelle teilen; geschlechtliche Fortpflanzung wurde nicht beobachtet.

## Arten

LM-Aufnahme lebender H. minima HMMJ1604 aus dem Pazifik (Südkoreanische Küste). Pfeil: einzelner Chloroplast, Sternchen: Pyrenoid mit Stärkehülle, N: Zellkern

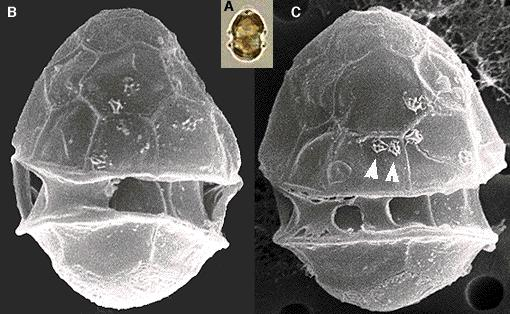
H. minima vom Skagerrak (Schwedische Küste).
A: BF-Aufnahme einer lebenden Zelle
B, C: REM-Aufnahmen. Pfeile: Schuppen.
Mats Kuylenstierna

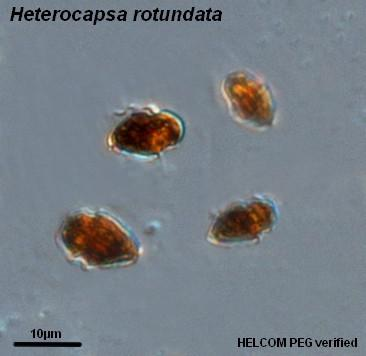
H. rotundata aus der Danziger Bucht, Ostsee. LM-Aufnahme, mit Lugolscher Lösung.
Janina Kownacka

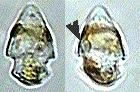
BF-Aufnahme lebender H. rotundata vom Skagerrak-Kattegat. Pfeil: Pyrenoid
Mats Kuylenstierna

Die Systematik der Gattung Heterocapsa ist wie folgt:
Familie Heterocapsaceae R.A. Fensome, F.J.R. Taylor, G. Norris, W.A.S. Sarjeant, D.I. Wharton & G.L. Williams
- Gattung Heterocapsa Stein, 1883 (gleich mit Heterocapsa J. Massart, 1920); Spezies:

- H. arctica T. Horiguchi, 1997(AGNWµ)

- Subspezies H. arctica subsp. frigida Rintala & G. Hällfors, 2010(NWµ)

- H. bohaiensis J. Xiao & Y. Li, 2018(AW)
- H. busanensis H. Choi & S. Kim(NA)
- H. chattonii (Biecheler) P. H. Campbell, 1973(AW)
- H. circularisquama Horiguchi, 1995(ANW)
- H. claromecoensis Sunesen, Rodríguez, Tillmann & Sar(AN)
- H. horiguchii Iwataki, Takayama & Matsuoka, 2002(AW)
- H. huensis M. Iwataki & Matsuoka(AN)
- H. illdefina (Herman & Sweeney) L. C. Morrill & Loeblich III, 1981(ANW)
- H. kollmeriana M. J. Swift & McLaughlin, 1970(AW)
- H. lanceolata Iwataki & Fukuyo, 2002(ANW)
- H. minima Pomroy, 1989(ANGWµ)
- H. niei (A. R. Loeblich III) L. C. Morrill & Loeblich III, 1981(AGNWµ)
- H. orientalis Iwataki, Botes & Fukuyo, 2003(ANW)
- H. ovata Iwataki & Fukuyo, 2003(AW)
- H. pacifica Kofoid, 1907(AW)
- H. psammophila M. Tamura, M. Iwataki & M. Horiguchi, 2006(ANW)
- H. pseudotriquetra Iwataki, G. Hansen & Fukuyo, 2002(ANW)
- H. pygmaea A. R. Loebl. et al., 1981(ANGW)
- H. rotundata (Lohmann) Hansen, 1995(AGNWµ)
- H. steinii Tillmann, Gottschling, Hoppenrath, Kusber & Elbrächter, 2017(ANW) – Typus (neu)
- H. umbilicata Stein, 1883(AW)

- weitere Kandidaten für Heterocapsa siehe NCBI[11]

Verschiebungen:
- H. quadridentata F. Stein, 1883; zu Peridinium quadridentatum (F. Stein) Gert Hansen, 1995
- H. triquetra (Ehrenberg) F. Stein, 1883(GNµ) (früher Glenodinium triquetrum Ehrenberg, Peridinium triquetra (Ehrenb.) Lebour) – Typus (alt); zu Kryptoperidinium triquetrum (Ehrenberg) U.Tillmann, M. Gottschling, M.Elbrächter, W.-H.Kusber & M.Hoppenrath, 2019(AW)[10]

Anmerkungen:
(A): AlgaeBase
(G): GBIF, Global Biodiversity Information Facility
(N): NCBI, National Center for Biotechnology Information, USA
(W): WoRMS, World Register of Marine Species
(µ): Nordic Microalgae (SMHI)

## Algenblüten
H. triquetra (jetzt Kryptoperidinium triquetrum) kann dichte Algenblüten mit mehreren Millionen Zellen pro Liter bilden, die in Küstengewässern zu Verfärbungen führen.
Eventuelle Fischsterben im Zusammenhang mit Heterocapsa-Blüten werden eher auf Sauerstoffmangel durch Zersetzung abgestorbener Dinoflagellaten als auf Algentoxine zurückgeführt.

## Viren

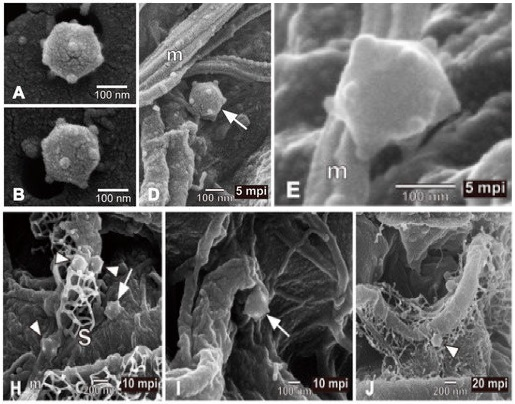
REM-Bilder von ikosaedrischen HcDNAV-Partikeln, sowie virusinfizierten Zellen von H. circularisquama

H. circularisquama wird parasitiert von der Virusspezies
Heterocapsa circularisquama DNA virus 01 (HcDNAV), einzige Art in der Gattung Dinodnavirus
Spezies und Gattung dieser Doppelstrang-DNA-Viren sind zwar vom International Committee on Taxonomy of Viruses (ICTV) bestätigt, aber bisher (Stand Juli 2021) keinen höheren Taxa zugewiesen.
Die Virusspezies wurde ursprünglich in der Familie Phycodnaviridae (Ordnung Algavirales) von Riesenviren der Klasse Megaviricetes (Phylum Nucleocytoviricota/NCLDV) vermutet.
Untersuchungen des Genoms der Dinodnaviren haben aber gezeigt, dass die Gattung eher zur Familie
Asfarviridae (heute in der Ordnung Asfuvirales, Klasse Pokkesviricetes) der NCLDV-Riesenviren
gehört, ähnlich wie die vorgeschlagenen Taxa „Faustovirus“, „Pacmanvirus“ und „Kaumoebavirus“. Näheres siehe „Faustovirus“ §Äußere Systematik.
Ein weiteres Virus dieser Algenspezies ist Heterocapsa circularisquama RNA virus 01 (HcRNAV01). Dies ist ein Einzelstrang-RNA-Virus positiver Polarität (Gattung Dinornavirus) in der Ordnung Sobelivirales der Orthornavirae.